# Bagamanoc
Catanduanes is een gemeente in de Filipijnse provincie Catanduanes. De gemeente ligt grotendeels op het eiland Catanduanes, maar ook deels op het eiland Panay omvat ook nog enkele zeer kleine eilandjes. Bij de laatste census in 2007 had de gemeente ruim 10 duizend inwoners.

## Geografie

### Bestuurlijke indeling
Bagamanoc is onderverdeeld in de volgende 18 barangays:
| - Antipolo - Bacak - Bagatabao - Bugao - Cahan - Hinipaan - Magsaysay - Poblacion - Quezon | - Quigaray - Sagrada - Salvacion - San Isidro - San Rafael - San Vicente - Santa Mesa - Santa Teresa - Suchan |

## Demografie
Bagamanoc had bij de census van 2007 een inwoneraantal van 10.183 mensen. Dit zijn 499 mensen (5,2%) meer dan bij de vorige census van 2000. De gemiddelde jaarlijkse groei komt daarmee uit op 0,70%, hetgeen lager is dan het landelijk jaarlijks gemiddelde over deze periode (2,04%). Vergeleken met de census van 1995 is het aantal mensen met -224 (-2,2%) toegenomen.

De bevolkingsdichtheid van Bagamanoc was ten tijde van de laatste census, met 10.183 inwoners op 80,74 km², 126,1 mensen per km².

## Geboren in Bagamanoc
- Teopisto Alberto (19 september 1912), aartsbisschop van Caceres (overleden 1996);